# Козырев, Пётр Дмитриевич
Пётр Дмитриевич Козырев (1898, Калуга, Калужская губерния, Российская империя — 16 ноября 1937, Бутовский полигон, СССР) — советский архитектор, художник, инженер-строитель гидротехнических сооружений, принимал участие в строительстве Волховской ГЭС, Канала Москва-Волга.

## Биография
Родился в дворянской семье Д. П. Козырева, помощника Министра путей сообщения до 1917 г. и Ольги Николаевны Козыревой (в девичестве Глебовой, (1863?—1942, погибла в блокаду). Братья матери Н. Н. Глебов и А. Н. Глебов. Дед по матери — Николай Андреевич Глебов (1824 — 8 марта 1869), гвардии ротмистр в отставке; бабушка — Варвара Николаевна Лодыженская (1838—1921), пианистка, дочь Николая Васильевича Лодыженского, близкого «Могучей кучке», двоюродного брата А. С. Даргомыжского. Двоюродный брат художницы Т. Н. Глебовой, двоюродный племянник сенатора И. Н. Лодыженского.
Окончил Институт гражданских инженеров в Петрограде. В 1918 году служил в РККА.
В 1923 г. работал архитектором на строительстве Волховская ГЭС, затем в Гипромезе в Ленинграде.
В 1926 г. допрашивался ГПУ по подозрению в участии в масонской организации Орден «Ecclesia Esoterica», участие не признал (АУФСБ РФ по ЛО, № 12517, л. 381).
4 октября 1929 г. арестован как «участник контрреволюционной организации», 15 июня 1930 г. приговорён к 10 годам ИТЛ и отправлен в Архангельск. Осенью 1931 г. переведен в Дмитровлаг на строительство канала Москва-Волга, возглавил архитектурно-строительный отдел, в котором трудились как заключенные, так и вольнонаемные архитекторы (главным архитектором стройки был Иосиф Соломонович Фридлянд, свояк наркома НКВД Генриха Григорьевича Ягоды).
П. Д. Козырев разрабатывал общий проект канала, кроме этого осуществлял контроль за соблюдением стилистического единства архитектурного ансамбля.

Козырева называли душой архитектурного отдела, ни один проект не проходил мимо него. Вот почему при всем разнообразии сооружений Канала в них чувствовался единый замысел, единый архитектурный стиль. И творцом этого стиля в первую очередь был Козырев.
— С. М. Голицын
Среди вольнонаемных архитекторов проекты были распределены следующим образом.
Яхромский узел (шлюз № 3) был поручен В. Я. Мовчану, Влахернский узел (шлюз № 4) — А. Л. Пастернаку (родному брату поэта Бориса Пастернака), часть Икшанского узла (шлюз № 5) — Д. Б. Савицкому, вторая часть Икшанского узла (шлюз № 6) — Г. Г. Вегману; большой двухкамерный шлюз № 7 и № 8 (без насосных станций) — В. Ф. Кринскому, последний шлюз № 9 — A. M. Рухлядеву. A. M. Рухлядеву (при участии В. Ф. Кринского) было также поручено проектирование речного вокзала в Химках; проект водного стадиона разрабатывали архитекторы Г. Я. Мовчан и Л. Н. Мейльман (племянник Троцкого). Архитектурные мастерские располагались в г. Яхрома, вольнонаемные архитекторы жили в деревне Чёрная, южнее Икши, ходили в военной форме.

### Бутовский полигон
За «связь» с троцкистами 5 июля 1937 он был заключён в следственный изолятор 3-го отдела Дмитлага и 15 ноября 1937 приговорён к высшей мере наказания. 16 ноября расстрелян на Бутовском полигоне.

В другую эпоху, в других условиях он стал бы одним из ведущих архитекторов страны. Но его арестовали, и он исчез, вслед за ним посадили чуть ли не половину сотрудников отдела. А выскочка Перлин, наоборот, пошел в гору, получил орден Ленина, его называли предателем, возведшим напраслину на своих сослуживцев.
— С. М. Голицын

### Последний адрес в Санкт-Петербурге
- Большой пр. ПС, дом 57(угол с ул. Подковырова- ул. Подковырова, д. 2), кв. 43.